# Smash the Mirror
Smash the Mirror es el título de un episodio en dos partes que compone tanto el octavo como el noveno episodio de la cuarta temporada de la serie de televisión estadounidense de fantasía y drama, Once Upon a Time. Los episodios se transmitieron originalmente en los Estados Unidos el 16 de noviembre de 2014, mientras que en América Latina los episodios se estrenaron como la semifinal de temporada el 9 y 16 de diciembre del mismo año respectivamente por el canal Sony Latinoamérica con doblaje al español estándar y subtítulos disponibles. El guion principal de los episodios fueron escritos por los guionistas David H. Goodman y Jane Espenson respectivamente y la dirección general estuvo a cargo de Eagle Egilsson (primera parte) y Ralph Hemecker dirigió la segunda parte.
En este episodio, una desesperada Emma toma la decisión de deshacerse de sus poderes para siempre, recurriendo al Sr. Gold para lograrlo, lo que no sabe es que el hechicero tiene sus propios planes y utiliza la situación de la salvadora a su favor. Mientras Garfio y Elsa hacen lo posible para ayudarla, Mary Margaret y David ayudan a Regina aceptar su posible felicidad. 

## Argumento

### En el pasado de Arendelle
Ingrid se apresura a una cueva en el bosque de Arendelle, escondiendo el sombrero del hechicero que le arrebató a Anna. Poco después la reina de las nieves visita al aprendiz del hechicero para hacer un trato con él: le entregará el sombrero a cambio de que encuentre a la equivalente de una tercera hermana.
Poco después una emocionada Elsa se prepara para recibir a su hermana Anna de su viaje con un banquete de chocolate en el palacio, pero su tía Igrid aparece para informarle que su hermana la ha traicionado, comentando que la atrapó con un sombrero capaz de absorber a todos los seres que poseen poderes mágicos y que planeaba usarlo contra ella. Cuando Elsa pide hablar con Anna, Ingrid se lo impide confesando que la encerró en el calabozo por intentar atacarla. Elsa finge creer las acusaciones de Ingrid frente a los guardias, y una vez que queda a solas en la celda con Anna, Elsa le revela su plan que consiste en encerrar a Ingrid en la urna de nuevo. 
Con ayuda de Kristoff ambas hermanas buscan la urna, descubriéndola en un armario junto al aún congelado cuerpo de Hans. Mientras Anna y Elsa evaden a algunos guardias, la mayor termina por sentirse nuevamente culpable de la muerte de sus padres, pero Anna la consuela. El plan finalmente es frustrado cuando Ingrid vuelve a atrapar a Anna en la celda y la retiene hasta que le exige que le cuente lo que sabe de un relato en relación con el hechizo "de la vista destrozada". Anna menciona que se originó cuando un rey involuntariamente hechizo a su reino entero con un espejo cuando el hechizo en vez de reflejar lo mejor de sus seres queridos reflejaba lo peor y los más oscuros y profundos sentimientos negativos de ellos. Ingrid entonces le comenta que como no pudo poner en contra a ninguna, tendrá que hechizarla con el mismo hechizo.
Más tarde Anna bajo los efectos de la vista destrozada alcanza a Elsa en el comedor y le reclama todas las cosas que le hizo cuando se separaron en su niñez. Ingrid aparece exigiéndole a Elsa que congele a Anna antes de que la atrape en la urna. Pero Elsa se rehúsa y se deja atrapar por Anna. Para cuando la primera recobra la consciencia, descubre muy tarde lo que hizo. Una furiosa Ingrid trata de congelar a Anna pero Kristoff aparece para defenderla. Viendo que ambos la ven como si fuera un monstruo, Ingrid los congela y a todo Arendelle en un acto impulsivo de rabia. Poco después la reina le borra los recuerdos a Elsa de lo ocurrido para tener un "nuevo comienzo", en ese momento aparece Rumpletiltskin para exigirle el sombrero, pero cuando Ingrid se rehúsa, Rumpletilskin le roba la urna con Elsa dentro y le propone regresársela a cambio del sombrero. Sin más opción que acceder al intercambio, Ingrid busca el sombrero pero antes de contactar al oscuro, el aprendiz del mago aparece para decirle que su mentor encontró a una tercera hermana ubicada en otra dimensión que nacerá en algunos años, también le indica que en el futuro se reunirá con Elsa. Cuando Ingrid le pasa el sombrero, el aprendiz conjura una puerta que envía a Ingrid a Boston en 1982.

### En Storybroke
Henry logra rastrear a su madre en el bosque e intenta razonar con ella, pero Emma asustada pierde el control de sus poderes y le corta la oreja a Henry por accidente. Cuando Henry se va, Ingrid visita a Emma y le indica que debe aceptar su verdadero ser. Pero Emma la ignora y visita a Gold en su tienda buscando un remedio para deshacerse de sus poderes para siempre. Gold le da una dirección para lograr su cometido. En el departamento de Mary Margaret, los padres de Emma, Elsa y Killian consideran rastrear a Emma con una poción localizadora realizada por Regina. 
Garfio sospecha que Emma pudo haber visitado a Gold y trata de localizarla cuanto antes, dejándole un mensaje de voz. Elsa por otra parte rastrea a Emma sola al escuchar que Mary Margaret y David parecen estar bien con que su hija se deshaga de sus poderes y se vuelva normal. Ingrid también sospecha de Gold y trata de escapar de su guarida, pero Gold la encierra con un hechizo que es similar a la de la urna que la encerró. Aun así Ingrid proyecta una imagen de sí misma en el camino que Emma toma, provocando que esta pierda el control de su auto y se estrelle.
Para cuando Emma recobra el sentido, esta se entera de que Ingrid trata de detenerla, y se rehúsa a escucharla, confiando más en Gold. Regina por otra parte es confrontada por Robin Hood, quien le confiesa su amor y los dos pasan la noche juntos. Aun así Regina quiere alejarse de Robin y decide ayudar a Mary Margaret y a David a buscar a Emma. Robin con ayuda de Will Scarlet encuentra una página perdida del libro, donde él y Regina terminaban juntos, por lo que llama a Regina para enseñársela. Para cuando Regina alcanza a Robin Hood, ella comprende que esta cada vez más cerca de encontrar al autor del libro. 
En una mansión alejada del pueblo, Gold prepara el sombrero del mago en una habitación para absorber a quien entre por la puerta principal. Una vez que Emma llega a la mansión, Gold le revela que corre un gran riesgo al querer deshacerse de sus poderes y confiesa que no es igual a ella, ya que sin importar el bien que realice siempre toma decisiones egoístas. Elsa llega a la mansión gracias a la poción localizadora y detiene a Emma antes de que entre a la habitación. Elsa razona con Emma confesando que paso por lo mismo y señala que la única manera de recuperar el control es aceptando sus poderes por sus atributos así como sus riesgos y defectos, poco después toma un riesgo al intentar sostener la mano de Emma, al hacerlo la salvadora recupera el control de sus poderes. En las afueras de la mansión, Garfio trata de salvar a Emma, pero Gold se lo impide con sus poderes, y al contemplar que Emma no fue absorbida por el sombrero. El confiesa que era parte de la "ecuación" y le arranca a Garfio su corazón pues necesita el corazón de alguien que lo haya conocido antes de ser el oscuro.
Con Emma a salvo, Garfio aparece en la mansión para robar en secreto el sombrero, ahora siendo manipulado por Gold. Al salir de la mansión Emma es encontrada por su familia quienes se disculpan con ella, y Emma muestra un buen control sobre sus poderes al crear fuegos artificiales en el cielo. En otra parte Ingrid se libera del hechizo de Gold y le ajusta los listones de sus fallecidas hermanas a Elsa y a Emma, justo antes de ser confrontada por el Sr. Gol, quien cree que intervino. Pero este le revela que fue Elsa quien detuvo sus planes y enfatiza esto al nombrar a Emma y a Elsa como hermanas. Para cuando Emma y Elsa descubren los listones notan que de alguna manera absorben su magia, esto es utilizado por Ingrid para lanzar el hechizo de la vista destrozada por todo Storybroke.

## Recepción

### Críticas
El episodio ha sido recibido con críticas positivas, en su mayoría por su narrativa.
En una crítica de Entertainment Weekly, Hilary Busis pregunta una "Seria pregunta: ¿Es un Storybrooke en el que todos son sospechosos, cáusticos, y atacan a las personas algo tan diferente del estatus quo del pueblo en general? (Al menos, mientras ¿Gruñón este cerca?) Tendremos que esperar dos largas semanas para la respuesta de esa caliente (¿Congelante?) pregunta, gracias a los American Music Awards. Al menos Once se prepara para su semana libre al darnos vistos de un episodio de dos partes que, cuando todo esta dicho y hecho, tal vez no fue necesario ser narrado en dos horas, aunque fue agradable ver que el show se tomó un poco de tiempo para desarrollar a los personajes esta noche. La hora también revelo la respuesta a algunos de los misterios más frecuentes en la temporada—incluyendo como Elsa quedó atrapada en la urna anti mágica. Indicaría el final de los recuerdos en Arendelle, considerando que ese trasfondo podría ser completado a este punto? Sí es el caso, los extrañarían— o no les molestaría que el show pase mucho tiempo con el elenco de Frozen?"
Amy Ratcliffe de IGN calificó a los episodios de 8.6 de 10, diciendo "En general, el super episodio de Once Upon a Time cubrió mucho territorio con trama a futuro y desarrollo de personajes. Es un buen ejemplo de como la estructura de un episodio de dos horas puede ser estructurado excepto por el hecho de que la trama principal pudo ser más fuerte. El trasfondo de la reina de hielo fue llenado aún más, y es fácil rastrear el punto A al punto villano. Mitchell fue particularmente excelente en la Ingrid descalza de esta noche, y espero que la historia pueda sobrepasar el hecho de que alguien está lanzando el hechizo bajillionth en Storybrooke."
TV Fanatic le dio al episodio 4.6 estrellas de 5.
Gwen Inhat de The AV Club le dio al episodio una B.